# Stíhací ochrana
Stíhací ochrana (resp. stíhací či letecké krytí) je označení stíhacích letounů, které poskytují ochranu nějakého prostoru nebo cíle před leteckým úderem nepřítele. Může se jednat o stíhačky doprovázející bombardéry při jejich misi, nebo o stíhačky chránící letadlovou loď či určitý úsek území.

## Stíhací ochrana bombardérů
Bombardéry jsou snadným cílem pro nepřátelské stíhací letectvo. Proto se při plánování náletu musí počítat i s doprovodnými stíhači, které chrání bombardéry před nepřáteli. Pokud se toto zanedbá (např. z důvodu nedostatku stíhacích letadel), je pravděpodobné, že nálet skončí neúspěchem a velkými ztrátami bombardérů.